# Семигородняя
Семигоро́дняя — железнодорожная станция и прилегающий населённый пункт в Харовском районе Вологодской области, административный центр Семигороднего сельского поселения. Расположена на берегу реки Двиница. Находится в 15 км на юго-западе от районного центра (Харовск).

## История
Станция была основана 1 августа 1896 года, когда из Вологды в Архангельск прокладывали железную дорогу.Название станции было дано по находившейся неподалёку (ныне посёлок Возрождение) Семигородней Успенской пустыни. Пустынь, в свою очередь, называлась так, потому что находилась в Семигородней волости, название которой, по одной из версий, произошло от семи селений, располагавшихся на семи небольших холмах («горах»).
Чуть позже вокруг станции возник посёлок. Становление посёлка во многом было связано с деятельностью лесопромышленников братьев Задунаевских. Тогда же поселение и стало приобретать свою лесопромышленную направленность и специализацию. В начале XX века доставка леса с делянок на станцию Семигородняя велась лошадьми.
После установления советской власти заводы Задунаевских были национализированы, а в 1920-х годах был образован Семигородний мехлесопункт, который вскоре был переименован в Семигородний леспромхоз. Леспромхоз стал ключевым и единственным предприятием посёлка.
Новый виток развития поселения был связан со строительством Семигородней узкоколейной железной дороги (УЖД) в 1946 году. По мере продвижения строителей УЖД в глубину лесного массива на восток Вологодской области, вдоль магистрали дороги появлялись лесозаготовительные посёлки. Семигородняя УЖД считалась одной из передовых в стране, а Семигородний леспромхоз — одним из гигантов лесной отрасли. Объёмы вывозки Семигородней УЖД в 1970-х — начале 1980-х годов были колоссальны: 500—520 тыс. м³ леса в год.
С конца 1980-х годов объёмы перевозок многократно сократились, а леспромхоз пришёл в упадок: лесосырьевая база оказалась в основном выработанной, а перевозки по многокилометровой УЖД — нерентабельными. Кроме того, износ железнодорожной ветки и как следствие постоянные аварии приносили леспромхозу огромные убытки.
- На Викискладе есть медиафайлы по теме Семигородняя УЖД

К 1990 году объём работы УЖД был сокращён вдвое, а к концу 1990-х прекратилась вывозка леса из самых крупных посёлков по Семигородней УЖД — Дружбы и Согорок. Лесопункты были признаны нерентабельными, и леспромхоз от них отказался. С упадком предприятия заметному ухудшению подверглась и вся хозяйственная жизнь посёлка.

## Общая информация
В Семигородней есть учреждение среднего образования (Семигородняя средняя общеобразовательная школа) с интернатом, детский сад (сейчас расположен в здании школы), амбулатория, отделение связи, участковый пункт милиции; строится физкультурно-оздоровительный комплекс. Недалеко от посёлка расположено кладбище.
Доступны услуги сотового оператора «МегаФон», «МТС», «Билайн». Распространены стационарные телефоны.
Среди телевизионных каналов присутствуют «ОРТ», «Россия 1» и «Россия К». В связи с небольшим выбором телевизионных каналов многие местные жители устанавливают у себя спутниковые тарелки «Триколор-ТВ».
День посёлка отмечается в конце августа (вторая суббота месяца), когда проходит Семигородняя (в самом посёлке) и Успенская (по всему сельскому поселению) ярмарки. 

## Население
По переписи 2002 года население — 1686 человек (768 мужчин, 918 женщин). Преобладающая национальность — русские (97 %).
В 2006 году население составляло 1822 человека.
| 2010 |
| ---- |
| 1350 |

## Транспортное сообщение
Станция Семигородняя имеет регулярное железнодорожное сообщение с районным (Харовск) и областным (Вологда) центром. На станции делают остановку следующие пассажирские поезда:
| Круглогодичное обращение поездов | Круглогодичное обращение поездов | Круглогодичное обращение поездов | Круглогодичное обращение поездов |
| № поезда                         | Маршрут движения                 | № поезда                         | Маршрут движения                 |
| -------------------------------- | -------------------------------- | -------------------------------- | -------------------------------- |
| 9                                | Архангельск — Санкт-Петербург    | 10                               | Санкт-Петербург — Архангельск    |
| 143                              | Мурманск — Вологда               | 144                              | Вологда — Мурманск               |
| 375                              | -                                | 376                              | Москва — Воркута                 |

Автомобильное сообщение с посёлком осуществляется через Харовск, откуда ведёт 12-километровая грунтовая дорога.